# Калешти (Горж)
Калешти (рум. Călești) насеље је у Румунији у округу Горж у општини Станешти. Oпштина се налази на надморској висини од 267 m.

## Становништво
Према подацима из 2002. године у насељу је живело 262 становника, од којих су сви румунске националности.